# فدایی (فیلم)
فدایی (فیلم) فیلمی به کارگردانی رضا علامه زاده و نویسندگی ایرج جنتی عطایی ساختهٔ سال ۱۳۵۱ است.

## بازیگران
- تقی مختار
- وجستا
- داوود رشیدی
- محسن مهدوی
- حسن رضیانی
- فرنگیس فروهر
- بهمن زرین‌پور
- محسن آراسته
- مصطفی لاجوردی
- غلام